# 1871 ve fotografii

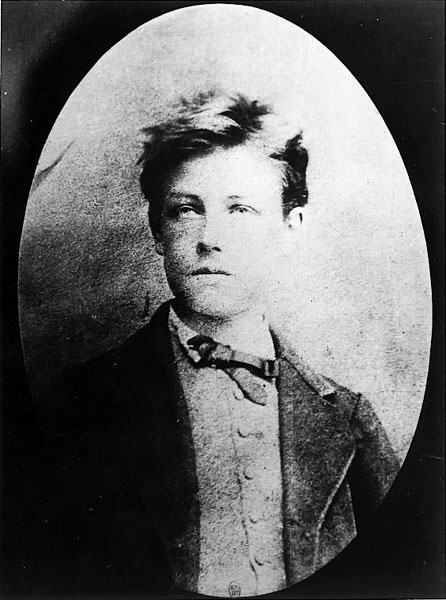
Étienne Carjat: portrét Arthura Rimbauda, medailón 8×4.2 cm, 1872

Tento článek obsahuje významné fotografické události v roce 1871.

## Události
- Richard Leach Maddox vynalezl suché želatinové desky.
- Komunardi se nechali fotografovat u barikád. Na základě snímků byli někteří z nich identifikováni a potrestáni.
- Vznikl fotografický portrét Arthura Rimbauda od fotografa Étienna Carjata (1828–1906), který je nejvíce všeobecně známým obrazem básníka z Charleville. Charakteristický portrét získal ikonický status, velmi často se opakuje a používá jako symbol poezie, mladosti, revoluce a romantiky.
- 16. května Charles Breese patentoval skleněné obrázky pro stereoskopy.[1]

## Narození v roce 1871
- 18. ledna – Helmar Lerski, německý kameraman a fotograf († 19. srpna 1956)
- 23. ledna – Ernest Rude, norský fotograf († 18. března 1948)
- 27. ledna – Bodil Katharine Biørn, norská misionářka a fotografka († 22. července 1960)
- 24. února – Kees Ivens, holandský fotograf, podnikatel a místní politik († 29. srpna 1941)
- 3. března – Jaroslav Feyfar, český lékař a fotograf († 19. března 1935)
- 8. dubna – Clarence Hudson White, americký fotograf († 7. července 1925)
- 1. května – Marius Maure, francouzský fotograf († 1941)
- 24. června – Beatrice Tonnesenová americká fotografka, první záběry živých modelek a modelů pro reklamu a kalendáře († 12. května 1958)
- 17. července – Lyonel Feininger, americko-německý malíř, karikaturista a fotograf, hudební skladatel († 13. ledna 1956)
- 6. září – Marta Wolffová, německá portrétní fotografka, oběť holokaustu († 22. září 1942)
- 10. září – Jacques Marie Bellwald, lucemburský fotograf († 25. dubna 1945)
- 28. září – Franz Grainer, bavorský dvorní fotograf († 1948)
- 5. října – Emil Mayer, rakouský právník a fotograf původem z Čech († 8. června 1938)
- 26. října – Guillermo Kahlo, německo-mexický fotograf a otec malířky Fridy Kahlo († 14. dubna 1941)
- 31. října – J. W. Merkelbach, nizozemský fotograf a kameraman - průkopník († 8. prosince 1922)
- 6. prosince – Stephanie Heldová-Ludwigová, německá portrétní fotografka, provozovala renomovaný Atelier Veritas v Mnichově († 16. ledna 1943)
- 22. prosince – John Hertzberg, švédský dvorní fotograf a fyzik († 15. května 1935)
- ? – Clara Louise Haginsová americká fotografka a členka klubu žen se sídlem v Chicagu v Illinois († 16. dubna 1957)
- ? – John William Twycross, australský fotograf († 1936)
- ? – Hagop Iskender, arménsko-turecký fotograf († 1949)
- ? – Vincenzo Galdi, fotograf († ?)
- ? – Gabriel Veyre, fotograf († ?)
- ? – Jules Brocherel, fotograf († ?)
- ? – Mariano Fortuny y Madrazo, fotograf († ?)
- ? – François Joncour, fotograf († ?)
- ? – Charles Gaspar, fotograf († ?)
- ? – Augustin Cottes, fotograf († ?)

## Úmrtí v roce 1871
- 11. května – John Herschel, anglický astronom, matematik, chemik, vynálezce kyanotypie a fotograf (* 7. března 1792)
- 9. června – Anna Atkinsová, anglická botanička a fotografka (* 16. března 1799)
- ? – Conde de Lipa, polsko-španělský fotograf (* ?)
- ? – Gabriel de Rumine, rusko-švýcarský inženýr a fotograf (* ?)
- ? – Benito R. de Monfort, španělský fotograf (* 1800)
- ? – Charles Hugo, francouzský novinář, fotograf, druhý syn francouzského romanopisce Victora Huga a jeho manželky Adèly Foucherové (* 4. listopadu 1826 – 13. března 1871)